# Mikalojaus Konstantino Čiurlionio gatvė

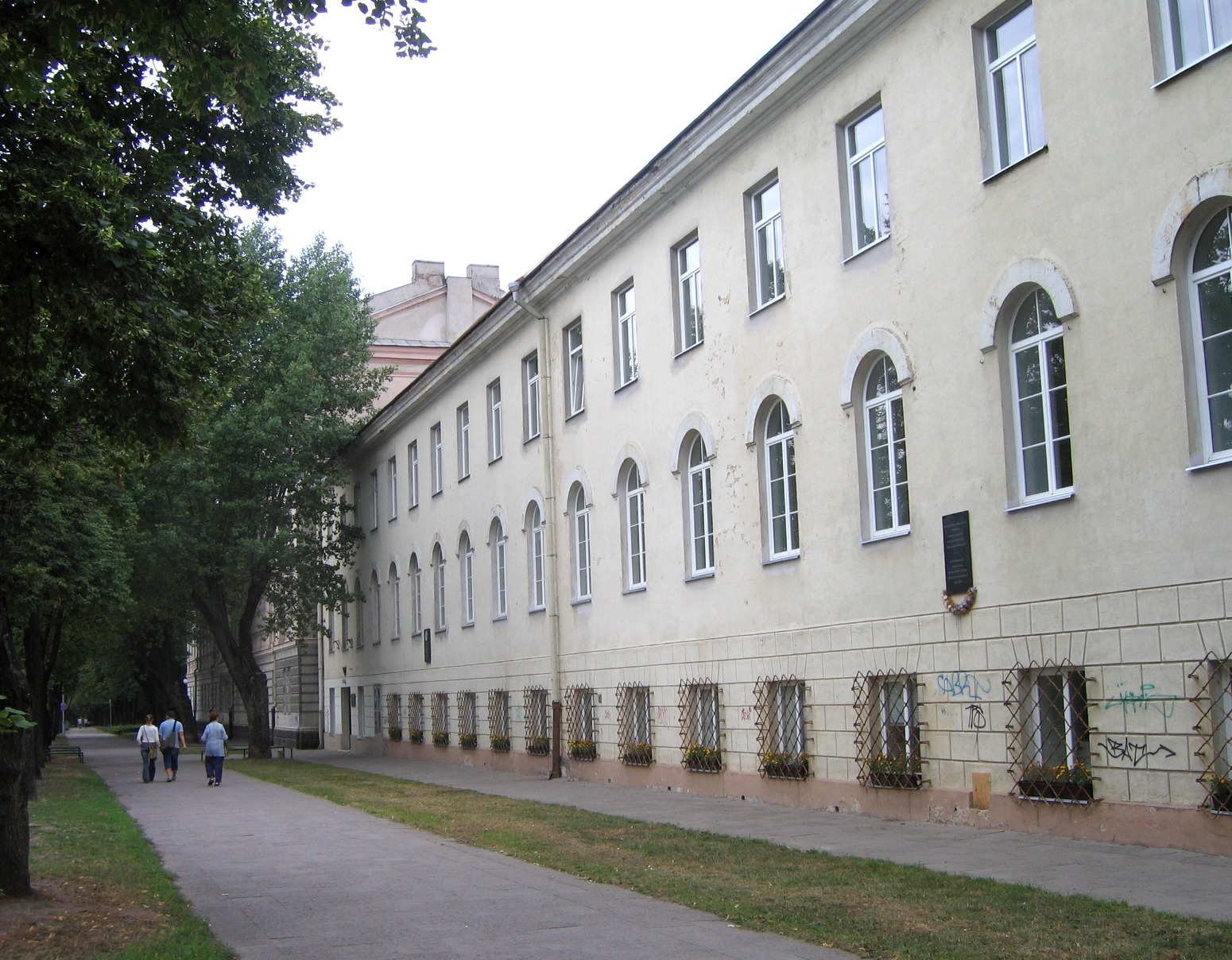

Mikalojaus Konstantino Čiurlionio gatvė ist eine Straße in Litauens Hauptstadt Vilnius, benannt nach Mikalojus Konstantinas Čiurlionis. Sie befindet sich im Stadtteil Naujamiestis und ist etwa 1,2 km lang. Der Fahrteil ist gepflastert mit Steinblöcken  und mit Asphalt abgedeckt (der Rest des bis zum Vingio-Park). Die Straße ist eine Fortsetzung der  K. Kalinausko-Straße und führt von Ost nach West, beginnend von der Kreuzung mit der Putino-Straße.
Auf der Straße gibt es ein Gebäude der Fakultät für Naturwissenschaften und der Medizinfakultät der Universität Vilnius (Nr. 21). Vor dem Zweiten Weltkrieg beherbergte man in diesem Komplex die zaristisch-russische Infanteriekadettenschule Wilna. Am Gebäude der ehemaligen Kadettenschule gibt es  eine Gedenktafel  mit dem Text in litauischer und estnischer Sprache in Erinnerung an den Befehlshaber der Streitkräfte Estlands, General Johan Laidoner (1884–1953), der von 1902 bis 1905  hier studierte.
An der Straße liegen die Botschaft von Japan (Nr. 82) und  das Hotel „Crowne Plaza“.